# Хващевский сельсовет
Хващевский сельсовет — упразднённая административно-территориальная единица, существовавшая на территории Смоленской губернии и Московской области до 1986 года.
Хващевский с/с был образован в первые годы советской власти. До 1929 года он входил в состав Уваровской волости Вяземского уезда Смоленской губернии.
В 1929 году Хващевский с/с вошёл в состав Уваровского района Вяземского округа Западной области.
5 августа 1929 года Уваровский район был передан в Московский округ Московской области.
4 апреля 1952 года из Хващевского с/с в Замошинский было передано селение Мокрое, а в Колоцкий — селение Соловьёво.
3 июня 1959 года Уваровский район был упразднён и Хващевский с/с вошел в Можайский район.
31 июля 1962 года из Хващевского с/с в Замошинский были переданы селения Александровка, Вышнее и Ершово.
1 февраля 1963 года Можайский район был упразднён и Хващевский с/с вошёл в Можайский сельский район. 11 января 1965 года Хващевский с/с был возвращён в восстановленный Можайский район.
30 октября 1986 года Хващевский с/с был упразднён, а его территория передана в Колоцкий с/с.